# San Juan Teposcolula
San Juan Teposcolula är en kommun i Mexiko.   Den ligger i delstaten Oaxaca, i den sydöstra delen av landet, 270 km sydost om huvudstaden Mexico City. Antalet invånare är 1 344. Arean är 57 kvadratkilometer.
Terrängen i San Juan Teposcolula är lite kuperad.
Följande samhällen finns i San Juan Teposcolula:
- San Miguel Marcos Pérez
- La Rosa